# Zimovia Strait
De Zimovia Strait is een smalle zeestraat in de Alexanderarchipel in de Alaska Panhandle in het zuidoosten van Alaska in de Verenigde Staten.

## Geografie
De zeestraat is ongeveer 100 kilometer lang. Ten oosten ervan ligt Wrangell Island, ten westen Woronkofski Island en Etolin Island. Tussen de twee westelijke eilanden ligt de Chichagof Pass die op de Zimovia Strait uitkomt. In het noorden sluit de zeestraat aan op de Sumner Strait, in het zuiden op de Ernest Sound. Bij de monding van de zeestraat in het noorden ligt de plaats Wrangell.
Het waterlichaam ligt in de mariene ecoregio Noord-Amerikaans Pacifisch Fjordland.

## Geschiedenis
De zeestraat is afgebeeld op een Russische kaart uit 1844, maar de naam werd voor het eerst gepubliceerd in 1853 op een kaart van de Russische Hydrografische Dienst als "Proliv Zimov'ya" (Engels: Winter Strait).